# کوشین شینکو

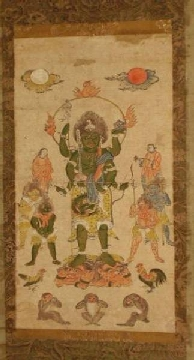
طومار کوشین

کوشین شینکو (انگلیسی: Kōshin) یا ایمان کوشین که تا به امروز منتقل شده‌است مبتنی بر «فرضیه سانشی» است که توسط تائوئیسم چینی موعظه شده‌است و بر اساس بودیسم، به ویژه بودیسم باطنی، شینتو، شوگندو، طب جادویی و ژاپنی است. این اعتقاد پیچیده‌ای است که در آن باورهای عامیانه مختلف (باورهای عامیانه) و آداب و رسوم به‌طور پیچیده‌ای در هم تنیده شده‌اند.